# قيس ناشف
قيس ناشف ممثل فلسطيني من عرب 48 من مدينة الطيبة المثلث، من مواليد 1978، يتحدث اللغة العربي والألمانية والعبرية والمحادثة الفرنسية، ابن لوالد فلسطيني مسلم وأم ألمانية مسيحية/ يحمل الجنسية الإسرائيلية والألمانية.اشتهر بعد تائديته دور «سعيد» في فيلم الجنة الآن الذي نال عدة جوائز عالمية ورُشح لنيل جائزة الأوسكار. درس في مدرسة «بيت تسفي» للفنون.

## أعماله
- الجنة الآن 2005 - (سعيد) ترشيح لجائزة الأكاديمية لأفضل فيلم اجنبي
- Alenbi Romance - 2005
- (2006) The Nativity Story (بنيامين)
- Djihad! (2006) TV (لقمان)
- باراشات ها شوفوا.... أمير الناشف (الحلقات 24, 2006–2008)
- AmericanEast 2008 (عمر)
- 2008 Body of lies (مصطفى كرامي)
- Winds of Sand 2008).... (أحد المتشددين)
- Denn die Seele ist in deiner Hand (2009) TV
- تورا بورا 2009 (لم يعرض بعد)
- Mörderischer Besuch (يائير) 2010
- حبيبي راسك خربان 2010 (قيس) (لم يعرض بعد)
- آخر أيام في القدس 2011
- الجيتار الأزرق (عاصف) 2012 (تحت الإعداد)
- مسلسل «أناندا»

رابط اضافي
- قيس ناشف على موقع IMDb (الإنجليزية)
- قيس ناشف على موقع قاعدة بيانات الأفلام العربية
- قيس ناشف على موقع ألو سيني (الفرنسية)
- قيس ناشف على موقع أول موفي (الإنجليزية)
- قيس ناشف على موقع قاعدة بيانات الأفلام السويدية (السويدية)
- قيس ناشف على موقع قاعدة بيانات الفيلم (الإنجليزية)
- قيس ناشف على موقع كينوبويسك (الروسية)
- Movie of Kais Nashif